# 良心時代運動
良心時代運動，由世界之愛和平總會於2014年1月1日共同發起。2014年2月16日在臺灣、美國、加拿大、澳洲、荷蘭等全球25地連線舉辦，號召各界人士透過影音、文字、漫畫方式上傳自己的良心話，盼以此發揮蝴蝶效應傳連善心好念，目前已經有197個國家響應，3000多個組織共同推動。

## 歷史
早在2000年聯合國非政府組織第53屆年會中，世界之愛和平總會會長洪道子即呼籲：「20世紀在驚濤駭浪中，安全的渡過，新世紀的來臨，全球的團結有其立即性及必要性，唯有邁向國際合作與和平之路才能達到。而聯合國非政府組織所有的世界公民代表們正扮演著推動的力量，為人類建造更美好的世界。」
2014年1月1日，世界之愛和平總會（簡稱FOWPAL）、聯合國NGO世界公民總會（簡稱AWC）、太極門氣功養生學會（簡稱TJM）等組織共同發起「良心時代運動」（An Era of Conscience），肯定「人人都是良心的領袖」，每個人手中都握有啟動和平能量的鑰匙，期望人人在各自崗位上，說良心話、做良心事，發揮善的影響力。洪道子表示：「好心善念是護衛地球永續發展的正面能量。」 2月16日，「良心時代運動」全球啟動儀式在台北市信義區松仁路3號舉行，與全球25地同步連線，出席者包括內政部長李鴻源、前副總統呂秀蓮、台大醫院創傷醫學部主任柯文哲等人。

## 響應者
曾響應「良心時代運動」之各界名人包括：李鴻源、呂秀蓮、柯文哲、馬英九、導演澎恰恰、演員林辰唏、導演李祐寧、作家司馬中原……等人。

## 外部連結
- 官方网站